# Seznam států světa podle data vzniku
Toto je seznam států světa podle data vzniku, kterým je myšleno poslední nabytí nezávislosti, zformování státu nebo jeho uznání OSN či Společností národů. V seznamu nejsou zahrnuty státy zaniklé a země pod cizí okupací.

## Tabulka
| První nabytí suverenity               | Poslední nabytí suverenity         | Země                         | Způsob/ důvod vzniku |
| ------------------------------------- | ---------------------------------- | ---------------------------- | --- |
| 1634                                  | 1634                               | Bhútán                       | Sjednocen 1634; autonomní od 10. století |
| 751                                   | 1650                               | Omán                         | (vyhnání Portugalců) |
| 1. května 1707                        | 1. května 1707                     | Velká Británie               | Anglie existovala jako sjednocená entita od 10. století; unie Anglie a Walesu vznikla 1284 Rhuddlanským statutem, byla formalizována 1536 (Act of Union); další Act of Union 1707 trvale spojil Anglii a Skotsko do Velké Británie; legislativní unie Velké Británie a Irska byla zavedena 1801 a přijala jméno Spojené království Velké Británie a Irska; anglo-irská smlouva z roku 1921 podložila dělení Irska; šest severních okresů zůstalo jako Severní Irsko součástí Spojeného království; současný název státu, Spojené království Velké Británie a Severního Irska, byl přijat 1927 |
| 1768                                  | 1768                               | Nepál                        | (sjednoceno Prithvi Narayan Shahem) |
| 4. července 1776                      | 19. listopadu 1781                 | Spojené státy americké       | (nezávislost na Velké Británii) |
| 1143                                  | 1808                               | Portugalsko                  | Roku 1143 uznána nezávislost Portugalského království; 5. října 1910 (vyhlášena nezávislá republika) |
| 2. ledna 1492                         | 1814                               | Španělsko                    | Sjednocení Aragonu a Kastilie 1491. |
| 1. srpna 1291                         | 1815                               | Švýcarsko                    | Založení Švýcarské konfederace v roce 1291. Během napoleonských válek okupováno Francii a posléze Rakouskem. Roku 1815 Vídeňský kongres obnovil švýcarskou svrchovanost. |
| 25. května 1810                       | 9. července 1816                   | Argentina                    | (nezávislost na Španělsku) |
| 18. září 1810                         | 12. února 1818                     | Chile                        | (nezávislost na Španělsku) |
| 20. července 1810                     | 7. srpna 1819                      | Kolumbie                     | (nezávislost na Španělsku, bitva u Boyacá) |
| 7. září 1822                          | 7. září 1822                       | Brazílie                     | (nezávislost na Portugalsku) |
| 6. srpna 1825                         | 6. srpna 1825                      | Bolívie                      | (nezávislost na Španělsku) |
| 25. srpna 1825                        | 27. srpna 1828                     | Uruguay                      | (nezávislost na Brazílii) |
| 5. července 1811                      | 13. ledna 1830                     | Venezuela                    | (nezávislost na Španělsku, součást Velká Kolumbie 1819–1830) |
| 24. května 1822                       | 13. května 1830                    | Ekvádor                      | (nezávislost na Španělsku, součást Velké Kolumbie) |
| 15. září 1821                         | 1838                               | Guatemala                    | (nezávislost na Španělsku, součást Federativní republiky Střední Ameriky) |
| 15. září 1821                         | 1838                               | Kostarika                    | (nezávislost na Španělsku, součást Federativní republiky Střední Ameriky) |
| 28. července 1821                     | 25. července 1839                  | Peru                         | (nezávislost na Španělsku) |
| 26. července 1847                     | 26. července 1847                  | Libérie                      | (osídlena ale nenárokována Spojenými státy) |
| 16. září 1810                         | 1863                               | Mexiko                       | (nezávislost na Španělsku) |
| 23. ledna 1719                        | 24. srpna 1866                     | Lichtenštejnsko              | (založeno knížectví Lichtenštejnsko); 12. července 1806 (nezávislost na Svaté říši římské) |
| 14. května 1811                       | 1876                               | Paraguay                     | (nezávislost na Španělsku, brazilská okupace 1870–1876) |
| 15. září 1821                         | 1898                               | Salvador                     | (nezávislost na Španělsku, součást Federativní republiky Střední Ameriky) |
| 1. ledna 1901                         | 1. ledna 1901                      | Austrálie                    | (Britské dominium) |
| 20. května 1902                       | 20. května 1902                    | Kuba                         | (nezávislost na Španělsku 10. prosince 1898; okupována Spojenými státy od 1898 do 1902) |
| 6. června 1523                        | 13. srpna 1905                     | Švédsko                      | (Gustav I. Vasa zvolen králem, odtržení od Kalmarské unie; rozpuštění Švédsko-norské unie) |
| 26. září 1907                         | 26. září 1907                      | Nový Zéland                  | |
| 681                                   | 22. září 1908                      | Bulharsko                    | (součást Byzantské říše 1018–1185; Osmanské říše (1393–1878); 22. září 1908 (úplná nezávislost na Osmanské říši) |
| 1. ledna 1912                         | 1. ledna 1912                      | Čínská republika             | (svržení dynastie Čching; po prohrané občanské válce s čínskými komunisty ovládá pouze ostrov Tchaj-wan) |
| 6. prosince 1917                      | 4. ledna 1918                      | Finsko                       | (nezávislost na Rusku) |
| 19. srpna 1919                        | 19. srpna 1919                     | Afghánistán                  | |
| 3. listopadu 1903                     | 12. ledna 1920                     | Panama                       | (nezávislost na Kolumbii; nezávislou na Španělsku se stala 28. listopadu 1821; Invaze Spojených států amerických do Panamy 1989–1990) |
| 1206                                  | 11. července 1921                  | Mongolsko                    | 1206 založena Mongolská říše; 11. července 1921(nezávislost na Číně) |
| 3100 př. n. l.                        | 28. února 1922                     | Egypt                        | 3100 př. n. l. Narmer sjednotil Egypt; Dobyt Achaimenovci, Makedonci, Římany, Arabskými muslimy, Osmany, Francouzi a Brity; 28. února 1922 (nezávislost na Velké Británii) |
| 1299                                  | 29. října 1923                     | Turecko                      | (nástupnický stát Osmanské říše) |
| 27. února 1844                        | 13. července 1924                  | Dominikánská republika       | (nezávislost na Haiti, americká okupace) |
| 15. září 1821                         | 1925                               | Honduras                     | (nezávislost na Španělsku, součást Federativní republiky Střední Ameriky, americká okupace) |
| 756                                   | 11. února 1929                     | Vatikán                      | (nezávislost na Itálii); poznámka – tři smlouvy podepsané s Itálií 11. února 1929 potvrdily kromě jiného úplnou suverenitu Vatikánu a vymezily jeho území; nicméně původ Papežského státu, který se během let velmi měnil co do velikosti, lze sledovat až do 8. století |
| 21. ledna 1919                        | 11. prosince 1931                  | Irská republika              | (nezávislost na Velké Británii) |
| 1. července 1867                      | 11. prosince 1931                  | Kanada                       | (unie britských severoamerických kolonií); 11. prosince 1931 (uznána nezávislost) |
| 9. června 632                         | 23. září 1932                      | Saúdská Arábie               | (sjednocení království) |
| 15. září 1821                         | 1933                               | Nikaragua                    | (nezávislost na Španělsku, americká okupace) |
| 1. ledna 1804                         | 1. srpna 1934                      | Haiti                        | (nezávislost na Francii, americká okupace) |
| 2000 př. n. l. cca                    | prosince 1944                      | Etiopie                      | Nejstarší nezávislý stát v Africe. Aksumské království bylo založeno již kolem roku 50 n. l. V letech 1936–1941 byla okupována Itálii. Roku 1944 na základě anglo-etiopské dohody znovunabyla samostatnosti |
| 28. listopadu 1912                    | 1944                               | Albánie                      | (nezávislost na Osmanské říši) |
| 1. ledna 1822                         | 1944                               | Řecko                        | (nezávislost na Osmanské říši, okupace Německem, Bulharskem a Itálii) |
| 3. září 301                           | 1945                               | San Marino                   | Okupováno Římskou říší, krátce Rimini (1503), Papežským státem (1739) a Spojenci (1945) |
| 843                                   | 1945                               | Francie                      | Roku 843 Verdunskou smlouvou vzniká Západofranská říše. |
| 980                                   | 5. května 1945                     | Dánsko                       | Sjednoceno Haraldem I. kolem roku 980; 1849 se stalo konstituční monarchií. |
| 1238                                  | 1945                               | Thajsko                      | Nezávislost na Khmérském království; nikdy nebylo kolonizováno, v letech 1941–1945 bylo okupováno Japonskem. |
| 7. září 1278                          | 1945                               | Andorra                      | Vytvořena pod společnou správou francouzského vévody z Foix a španělského biskupa z Urgell. Naposledy okupovaná Francií v roce 1945. |
| 1419                                  | 1945                               | Monako                       | Počátek vlády rodu Grimaldiů(1419). |
| 23. ledna 1579                        | 1945                               | Nizozemsko                   | (severní provincie Dolních zemí uzavřely Utrechtskou unii a odtrhly se od Španělska; Španělsko uznalo jejich nezávislost až 1648) |
| 4. října 1830                         | 1945                               | Belgie                       | (provizorní vláda vyhlašuje nezávislost na Nizozemsku); 21. července 1831 (král Leopold I. nastupuje na trůn) |
| 19. dubna 1839                        | 1945                               | Lucembursko                  | (nezávislost na Nizozemsku) |
| 17. března 1861                       | 25. dubna 1945                     | Itálie                       | (vyhlášeno Italské království; sjednocení dovršeno až 1870) |
| 872                                   | 9. května 1945                     | Norsko                       | 872 bitva o Hafrsfjord, Království Dánska a Norska 1536–1814 a Švédsko-norská unie, kterou Norsko prohlásilo za rozpuštěnou; 26. října 1905. |
| 960                                   | 1945                               | Polsko                       | (sjednoceno Měšekem I. roku 960; poté rozděleno; 11. listopadu 1918 vyhlášena nezávislá republika, nezávislost na Rusku, Rakousku a Prusku); v roce 1939 rozděleno mezi nacistické Německo a Sovětský svaz) |
| 1. prosince 1918                      | 1946                               | Island                       | 1. prosince 1918 (stal se suverénním státem pod dánskou korunou); 17. června 1944 (nezávislost na Dánsku); v letech 1940–1964 okupován Spojeným královstvím a Spojenými státy. |
| 12. června 1898                       | 4. července 1946                   | Filipíny                     | (Španělská kolonie 1565–1898; americká okupace 1898–1901; japonská okupace 1942–1944; nezávislost na Spojených státech) |
| 22. listopadu 1943                    | 31. prosince 1946                  | Libanon                      | (nezávislost na mandátu Společnosti národů, spravovaném Francií) |
| 322 př. n. l.                         | 14. srpna 1947                     | Indie                        | 322 př. n. l. založena Maurjovská říše; (nezávislost na Velké Británii) |
| 15. srpna 1945                        | 15. srpna 1948                     | Jižní Korea                  | 15. srpna 1945 (nezávislost na Japonsku); Moderní stát ustanoven po americké okupaci. |
| 15. srpna 1945                        | 9. září 1948                       | Severní Korea                | 15. srpna 1945 (nezávislost na Japonsku); Moderní stát ustanoven po sovětské okupaci. |
| 849                                   | 4. ledna 1948                      | Myanmar                      | 849 (založen Pugam);4. ledna 1948 (nezávislost na Velké Británii) |
| 377 př. n. l.                         | 4. února 1948                      | Srí Lanka                    | Sjednocené království Anuradhápura; 4. února 1948 (nezávislost na Velké Británii) |
| 1020 př. n. l.                        | 14. května 1948                    | Izrael                       | 1020 př. n. l. Izraelské kmeny sjednoceny Saulem, 14. května 1948 (nezávislost na mandátu Společnosti národů, spravovaném Velkou Británií) |
| 221 př. n. l.                         | 1. října 1949                      | Čína                         | Sjednocena dynastií Čchin); 1. října 1949 vyhlášena Čínská lidová republika. |
| 17. srpna 1945                        | 27. prosince 1949                  | Indonésie                    | (vyhlášena nezávislost); 27. prosince 1949 (Nizozemsko uznalo nezávislost Indonésie) |
| 400 př. n. l.                         | 28. dubna 1952                     | Japonsko                     | Podle tradice založeno císařem Džimmuem roku 660 př. n. l.). První sjednocený stát se objevil v Období Kofun kolem roku 400 n. l. Roku 1952 ukončila Sanfranciská mírová smlouva americkou okupaci Japonska. |
| 938                                   | 1954                               | Vietnam                      | 938 (porážka Číňanů u řeky Bach Dang); 2. září 1945 (nezávislost na Francii); 1954 porážka Francouzů; 2. červenec 1976 sjednocení země. |
| 1156                                  | 15. května 1955                    | Rakousko                     | Roku 1156 založeno Vévodství rakouské); 12. listopadu 1918 byla vyhlášena republika. |
| 1000                                  | 1956                               | Maďarsko                     | Sjednoceno králem Štěpánem I. v roce 1000, V letech 1526–1867 součást Rakouského císařství posléze Rakouska-Uherska (1867–1918). |
| 9. května 1877                        | 1958                               | Rumunsko                     | (vyhlášena nezávislost na Osmanské říši; nezávislost uznána 13. července 1878 Berlínskou smlouvou; království vyhlášeno 26. března 1881); 30. prosince 1947 (vyhlášena republika; sovětská okupace 1944–1958) |
| 31. května 1910                       | 1961                               | Jihoafrická republika        | (nezávislost na Velké Británii); republika vyhlášena 1961 po referendu v říjnu 1960 |
| 17. března 1946                       | 28. září 1961                      | Sýrie                        | (nezávislost na mandátu Společnosti národů, spravovaném Francií; součást Spojené arabské republiky 1958–1971) |
| 25. května 1946                       | 2. srpna 1958                      | Jordánsko                    | (nezávislost na mandátu Společnosti národů, spravovaném Velkou Británií; součást Arabské federace 1958) |
| 14. srpna 1947                        | 23. března 1956                    | Pákistán                     | (nezávislost na Velké Británii) |
| 1354                                  | 9. listopadu 1953                  | Laos                         | (vznik království Lan Xang; nezávislost na Francii) |
| 24. prosince 1951                     | 24. prosince 1951                  | Libye                        | (nezávislost na Itálii) |
| 802                                   | 26. září 1989                      | Kambodža                     | 802 (vzniká Khmérské království); 9. listopadu 1953(nezávislost na Francii); vietnamská okupace 1978 – 1989 |
| 1070 př. n. l.                        | 1. ledna 1956                      | Súdán                        | 1070 př. n. l. založeno Království Kuš; 1. ledna 1956 (nezávislost na Egyptu a Velké Británii) |
| 5. března 789                         | 2. února 1956                      | Maroko                       | 789 nástup dynastie Idrisid; 2. února 1956 (nezávislost na Francii) |
| 20. března 1956                       | 20. března 1956                    | Tunisko                      | (nezávislost na Francii) |
| 6. března 1957                        | 6. března 1957                     | Ghana                        | (nezávislost na Velké Británii) |
| 31. června 1957                       | 31. června 1957                    | Malajsie                     | (nezávislost na Velké Británii) |
| 2. října 1958                         | 2. října 1958                      | Guinea                       | (nezávislost na Francii) |
| 1. ledna 1960                         | 1. listopadu 1961                  | Kamerun                      | (nezávislost na mandátu OSN spravovaném Francií, v roce 1961 Jižní Kamerun) |
| 4. dubna 1960                         | 4. dubna 1960                      | Senegal                      | (nezávislost na Francii); poznámka – úplné nezávislosti dosáhl po rozpuštěni federace s Mali 20. srpna 1960 |
| 27. dubna 1960                        | 27. dubna 1960                     | Togo                         | (nezávislost na mandátu OSN spravovaném Francií) |
| 26. června 1960                       | 26. června 1960                    | Madagaskar                   | (nezávislost na Francii) |
| 1885                                  | 30. června 1960                    | Demokratická republika Kongo | 1885 (Svobodný stát Kongo; 1960 (nezávislost na Belgii) |
| 1. července 1960                      | 1. července 1960                   | Somálsko                     | (sjednocení Britského Somalilandu, který získal nezávislost 26. června 1960, a italského Somalilandu, který získal nezávislost na mandátu OSN spravovaném Itálií 1. července 1960, vznikla Somálská republika) |
| 1. srpna 1960                         | 1. srpna 1960                      | Benin                        | (nezávislost na Francii) |
| 5. srpna 1960                         | 5. srpna 1960                      | Burkina Faso                 | (nezávislost na Francii) |
| 7. srpna 1960                         | 7. srpna 1960                      | Pobřeží slonoviny            | (nezávislost na Francii) |
| 11. srpna 1960                        | 11. srpna 1960                     | Čad                          | (nezávislost na Francii) |
| 13. srpna 1960                        | 13. srpna 1960                     | Středoafrická republika      | (nezávislost na Francii) |
| 15. srpna 1960                        | 15. srpna 1960                     | Konžská republika            | (nezávislost na Francii) |
| 16. srpna 1960                        | 16. srpna 1960                     | Kypr                         | (nezávislost na Velké Británii); poznámka – turečtí Kypřané vyhlásili samosprávu 13. února 1975 a nezávislost 1983, ale uznalo je pouze Turecko |
| 17. srpna 1960                        | 17. srpna 1960                     | Gabon                        | (nezávislost na Francii) |
| 1230                                  | 22. září 1960                      | Mali                         | 1230 vzniká Říše Mali; 22. září 1960 (nezávislost na Francii) |
| 1. října 1960                         | 1. října 1960                      | Nigérie                      | (nezávislost na Velké Británii) |
| 28. listopadu 1960                    | 28. listopadu 1960                 | Mauritánie                   | (nezávislost na Francii) |
| 27. března 1961                       | 27. března 1961                    | Sierra Leone                 | (nezávislost na Velké Británii) |
| 19. června 1961                       | 1991                               | Kuvajt                       | (nezávislost na Velké Británii) |
| 1. ledna 1962                         | 1. ledna 1962                      | Samoa                        | (nezávislost na mandátu OSN spravovaném Novým Zélandem) |
| 1. července 1962                      | 1. července 1962                   | Rwanda                       | (nezávislost na mandátu OSN spravovaném Belgií) |
| 1. července 1962                      | 1. července 1962                   | Burundi                      | (nezávislost na mandátu OSN spravovaném Belgií) |
| 5. července 1962                      | 5. července 1962                   | Alžírsko                     | (nezávislost na Francii) |
| 6. srpna 1962                         | 6. srpna 1962                      | Jamajka                      | (nezávislost na Velké Británii) |
| 31. srpna 1962                        | 31. srpna 1962                     | Trinidad a Tobago            | (nezávislost na Velké Británii) |
| 12. prosince 1963                     | 12. prosince 1963                  | Keňa                         | (nezávislost na Velké Británii) |
| 9. prosince 1961                      | 9. prosince 1961                   | Tanzanie                     | Tanganyika se osamostatnila 9. prosince 1961 (nezávislost na mandátu OSN spravovaném Velkou Británií); Zanzibar se osamostatnil 19. prosince 1963 (na Velké Británii); Tanganyika se sjednotila se Zanzibarem 26. dubna 1964 a vznikla Sjednocená republika Tanganyiky a Zanzibaru; 29. října 1964 se přejmenovala na Sjednocenou republiku Tanzanii |
| 6. července 1964                      | 6. července 1964                   | Malawi                       | (nezávislost na Velké Británii) |
| 27. září 1964                         | 27. září 1964                      | Malta                        | (nezávislost na Velké Británii) |
| 24. října 1964                        | 24. října 1964                     | Zambie                       | (nezávislost na Velké Británii) |
| 18. února 1965                        | 18. února 1965                     | Gambie                       | (nezávislost na Velké Británii) |
| 1140                                  | 26. července 1965                  | Maledivy                     | (V roce 1140 byl založen muslimský sultanát v roce 1887 byl založen britský protektorát v roce 1965 vyhlásily nezávislost na Velké Británii) |
| 31. srpna 1963                        | 9. srpna 1965                      | Singapur                     | (nezávislost na Malajsii) |
| 26. května 1966                       | 26. května 1966                    | Guyana                       | (nezávislost na Velké Británii) |
| 30. září 1966                         | 30. září 1966                      | Botswana                     | (nezávislost na Velké Británii) |
| 4. října 1966                         | 30. září 1966                      | Lesotho                      | (nezávislost na Velké Británii) |
| 30. listopadu 1966                    | 30. listopadu 1966                 | Barbados                     | (nezávislost na Velké Británii) |
| 31. ledna 1968                        | 31. ledna 1968                     | Nauru                        | (nezávislost na mandátu OSN spravovaném Austrálií, Novým Zélandem a Velkou Británií) |
| 12. března 1968                       | 12. března 1968                    | Mauricius                    | (nezávislost na Velké Británii) |
| 6. září 1968                          | 6. září 1968                       | Svazijsko                    | (nezávislost na Velké Británii) |
| 12. října 1968                        | 12. října 1968                     | Rovníková Guinea             | (nezávislost na Španělsku) |
| 1845                                  | 4. června 1970                     | Tonga                        | (nezávislost na britském protektorátu) |
| 10. října 1970                        | 10. října 1970                     | Fidži                        | (nezávislost na Velké Británii) |
| 15. srpna 1971                        | 15. srpna 1971                     | Bahrajn                      | (nezávislost na Velké Británii) |
| 3. září 1971                          | 3. září 1971                       | Katar                        | (nezávislost na Velké Británii) |
| 2. prosince 1971                      | 2. prosince 1971                   | Spojené arabské emiráty      | (nezávislost na Velké Británii) |
| 26. března 1971                       | 16. prosince 1971                  | Bangladéš                    | (nezávislost na Západním Pákistánu); poznámka – 26. března 1971 je datum nezávislosti na Západním Pákistánu, 16. prosince 1971 se slaví jako Den vítězství a připomíná oficiální založení státu Bangladéš |
| 10. července 1973                     | 10. července 1973                  | Bahamy                       | (nezávislost na Velké Británii) |
| 24. září 1973                         | 10. září 1974                      | Guinea-Bissau                | (jednostranně vyhlášená nezávislost); 10. září 1974 (uznaná Portugalskem) |
| 7. února 1974                         | 7. února 1974                      | Grenada                      | (nezávislost na Velké Británii) |
| 16. června 1975                       | 16. června 1975                    | Mosambik                     | (nezávislost na Portugalsku) |
| 5. července 1975                      | 5. července 1975                   | Kapverdy                     | (nezávislost na Portugalsku) |
| 6. července 1975                      | 6. července 1975                   | Komory                       | (nezávislost na Francii) |
| 12. července 1975                     | 12. července 1975                  | Svatý Tomáš a Princův ostrov | (nezávislost na Portugalsku) |
| 16. září 1975                         | 16. září 1975                      | Papua Nová Guinea            | (nezávislost na mandátu OSN spravovaném Austrálií) |
| 11. listopadu 1975                    | 11. listopadu 1975                 | Angola                       | (nezávislost na Portugalsku) |
| 25. listopadu 1975                    | 25. listopadu 1975                 | Surinam                      | (nezávislost na Nizozemsku) |
| 28. listopadu 1975                    | 20. května 2002                    | Východní Timor               | Portugalská kolonie 1515–1975; okupován Indonésií v letech 1975–1999; správa OSN 1999–2002 |
| 29. června 1976                       | 29. června 1976                    | Seychely                     | (nezávislost na Velké Británii) |
| 27. června 1977                       | 27. června 1977                    | Džibutsko                    | (nezávislost na Francii) |
| 7. července 1978                      | 7. července 1978                   | Šalomounovy ostrovy          | (nezávislost na Velké Británii) |
| 1. října 1978                         | 1. října 1978                      | Tuvalu                       | (nezávislost na Velké Británii) |
| 3. listopadu 1978                     | 3. listopadu 1978                  | Dominika                     | (nezávislost na Velké Británii) |
| 22. února 1979                        | 22. února 1979                     | Svatá Lucie                  | (nezávislost na Velké Británii) |
| 3400 př. n. l.                        | 1946                               | Írán                         | ( 3400 př. n. l. usazení Elamitů) a založení města Susy |
| 12. července 1979                     | 12. července 1979                  | Kiribati                     | (nezávislost na Velké Británii) |
| 27. listopadu 1979                    | 27. listopadu 1979                 | Svatý Vincenc a Grenadiny    | (nezávislost na Velké Británii) |
| 11. listopadu 1965                    | 18. března 1980                    | Zimbabwe                     | (nezávislost na Velké Británii) |
| 30. července 1980                     | 30. července 1980                  | Vanuatu                      | (nezávislost na Francii a Velké Británii) |
| 21. září 1981                         | 21. září 1981                      | Belize                       | (nezávislost na Velké Británii) |
| 1. listopadu 1981                     | 1. listopadu 1981                  | Antigua a Barbuda            | (nezávislost na Velké Británii) |
| 19. září 1983                         | 19. září 1983                      | Svatý Kryštof a Nevis        | (nezávislost na Velké Británii) |
| 1. ledna 1984                         | 1. ledna 1984                      | Brunej                       | (nezávislost na Velké Británii) |
| 21. října 1986                        | 21. října 1986                     | Marshallovy ostrovy          | (nezávislost na mandátu OSN spravovaném Spojenými státy) |
| 3. listopadu 1986                     | 3. listopadu 1986                  | Mikronésie                   | (nezávislost na mandátu OSN spravovaném Spojenými státy) |
| 1253                                  | 11. března 1990                    | Litva                        | (vyhlášena nezávislost na Sovětském svazu); 6. září 1991 (Sovětský svaz uznal nezávislost Litvy) |
| 21. března 1990                       | 21. března 1990                    | Namibie                      | (nezávislost na Jižní Africe) |
| 22. května 1990                       | 22. května 1990                    | Jemen                        | (Jemenská republika vznikla sjednocením Jemenské arabské republiky (Severní Jemen, Saná) a marxistické Jemenské lidově demokratické republiky (Jižní Jemen, Aden)); poznámka – Severní Jemen získal nezávislost v listopadu 1918 (nezávislost na Osmanské říši) a Jižní Jemen se osamostatnil 30. listopadu 1967 (na Velké Británii) |
| 18. ledna 1871                        | 15. února 1991                     | Německo                      | (sjednocení Německého císařství); 1945 po 2. světové válce rozděleno do čtyř okupačních zón (britská, americká, sovětská a později ještě francouzská); Spolková republika Německo (SRN, Západní Německo) vyhlášena 23. května 1949 na území americké, britské a francouzské okupační zóny; Německá demokratická republika (NDR, Východní Německo) vyhlášena 7. října 1949 na území bývalé sovětské zóny; ke sjednocení Západního a Východního Německa došlo 3. října 1990; všechny čtyři mocnosti se formálně vzdaly práv 15. března 1991                                                     |
| 1001                                  | 9. dubna 1991                      | Gruzie                       | (nezávislost na Sovětském svazu) |
| 25. června 1991                       | 25. června 1991                    | Slovinsko                    | (nezávislost na Jugoslávii) |
| 21. května 879                        | 25. června 1991                    | Chorvatsko                   | (nezávislost na Jugoslávii) |
| 24. února 1918                        | 20. srpna 1991                     | Estonsko                     | (nezávislost na Sovětském svazu) |
| 18. listopadu 1918                    | 21. srpna 1991                     | Lotyšsko                     | (nezávislost na Sovětském svazu) |
| 860                                   | 25. prosince 1991                  | Rusko                        | (nezávislost na Zlaté hordě) |
| 860                                   | 18. listopadu 1918, 21. srpna 1991 | Ukrajina                     | (nezávislost na Ruském impériu), (nezávislost na Sovětském svazu) |
| 21. června 1990                       | 25. srpna 1991                     | Bělorusko                    | (nezávislost na Sovětském svazu) |
| 27. srpna 1991                        | 27. srpna 1991                     | Moldavsko                    | (nezávislost na Sovětském svazu) |
| 31. srpna 1991                        | 31. srpna 1991                     | Ázerbájdžán                  | (nezávislost na Sovětském svazu) |
| 31. srpna 1991                        | 31. srpna 1991                     | Kyrgyzstán                   | (nezávislost na Sovětském svazu) |
| 1. září 1991                          | 1. září 1991                       | Uzbekistán                   | (nezávislost na Sovětském svazu) |
| 8. září 1991                          | 8. září 1991                       | Severní Makedonie            | (nezávislost na Jugoslávii) |
| 9. září 1991                          | 9. září 1991                       | Tádžikistán                  | (nezávislost na Sovětském svazu) |
| 190 př. n. l.                         | 21. září 1991                      | Arménie                      | (nezávislost na Sovětském svazu) |
| 27. října 1991                        | 27. října 1991                     | Turkmenistán                 | (nezávislost na Sovětském svazu) |
| 16. prosince 1991                     | 16. prosince 1991                  | Kazachstán                   | (nezávislost na Sovětském svazu) |
| 1311                                  | 1. března 1992                     | Bosna a Hercegovina          | (nezávislost na Jugoslávii; referendum o nezávislosti proběhlo 1. března 1992; nezávislost vyhlášena 3. března 1992) |
| 895 (nezávislost na Velké Moravě)     | 1. ledna 1993                      | Česko                        | Prvním nezávislým panovníkem Českého knížectví byl Bořivoj I. V letech 1198-1819 existovalo České království, které bylo od roku 1526 součástí Habsburské monarchie, od roku 1804 Rakouského císařství a po roce 1867 Rakouska-Uherska. 28. října 1918 vzniklo Československo, v letech 1939–1945 okupováno nacistickým Německem a v letech 1968-1991 zeměmi Varšavské smlouvy. 1. ledna 1993 se Československo rozdělilo na samostatné Česko a Slovensko. |
| 800 cca (vznik Nitranského knížectví) | 1. ledna 1993                      | Slovensko                    | (Rozdělení Československa v roce 1993) |
| 1137                                  | 24. května 1993                    | Eritrea                      | (nezávislost na Etiopii) |
| 1. října 1994                         | 1. října 1994                      | Palau                        | (nezávislost na mandátu OSN spravovaném Spojenými státy) |
| 3. října 1932                         | 28. června 2004                    | Irák                         | (nezávislost na mandátu Společnosti národů, spravovaném Velkou Británií); poznámka – 28. června 2004 převedla prozatímní koaliční správa suverenitu na iráckou přechodnou vládu |
| 1042                                  | 3. června 2006                     | Černá Hora                   | (vystoupení ze svazku Srbsko a Černá Hora na základě referenda) |
| 860                                   | 5. června 2006                     | Srbsko                       | (vyhlášení samostatnosti po odtržení Černé Hory, formální zánik soustátí Srbsko a Černá Hora) |
| 1988                                  | 17. února 2008                     | Kosovo                       | (Vyhlášená nezávislost na Srbsku) |
| 9. července 2011                      | 9. července 2011                   | Jižní Súdán                  | (vyhlášena nezávislost na Súdánu) |